# Dissé-sous-Ballon
Dissé-sous-Ballon és un municipi francès situat al departament del Sarthe i a la regió de País del Loira. L'any 2007 tenia 128 habitants.

## Demografia

### Població
El 2007 la població de fet de Dissé-sous-Ballon era de 128 persones. Hi havia 46 famílies de les quals 12 eren unipersonals (8 homes vivint sols i 4 dones vivint soles), 15 parelles sense fills i 19 parelles amb fills.
La població ha evolucionat segons el següent gràfic:
Habitants censats

### Habitatges
El 2007 hi havia 63 habitatges, 49 eren l'habitatge principal de la família, 10 eren segones residències i 4 estaven desocupats. Tots els 63 habitatges eren cases. Dels 49 habitatges principals, 43 estaven ocupats pels seus propietaris i 6 estaven llogats i ocupats pels llogaters; 3 tenien dues cambres, 11 en tenien tres, 10 en tenien quatre i 26 en tenien cinc o més. 32 habitatges disposaven pel capbaix d'una plaça de pàrquing. A 20 habitatges hi havia un automòbil i a 25 n'hi havia dos o més.

### Piràmide de població
La piràmide de població per edats i sexe el 2009 era:
| Homes | Edats   | Dones |
| ----- | ------- | ----- |
| 0     | 95 o +  | 0     |
| 0     | 90 a 94 | 0     |
| 0     | 85 a 89 | 0     |
| 0     | 80 a 84 | 0     |
| 4     | 75 a 79 | 8     |
| 4     | 70 a 74 | 0     |
| 4     | 65 a 69 | 4     |
| 0     | 60 a 64 | 0     |
| 0     | 55 a 59 | 0     |
| 0     | 50 a 54 | 0     |
| 16    | 45 a 49 | 4     |
| 0     | 40 a 44 | 12    |
| 0     | 35 a 39 | 4     |
| 0     | 30 a 34 | 4     |
| 4     | 25 a 29 | 8     |
| 4     | 20 a 24 | 4     |
| 20    | 15 a 19 | 0     |
| 4     | 10 a 14 | 4     |
| 4     | 5 a 9   | 0     |
| 0     | 0 a 4   | 4     |

## Economia
El 2007 la població en edat de treballar era de 82 persones, 68 eren actives i 14 eren inactives. De les 68 persones actives 59 estaven ocupades (32 homes i 27 dones) i 9 estaven aturades (3 homes i 6 dones). De les 14 persones inactives 6 estaven jubilades, 7 estaven estudiant i 1 estava classificada com a «altres inactius».

### Ingressos
El 2009 a Dissé-sous-Ballon hi havia 50 unitats fiscals que integraven 136 persones, la mediana anual d'ingressos fiscals per persona era de 16.832 €.

### Activitats econòmiques
L'únic establiment que hi havia el 2007 era d'una empresa classificada com a «altres activitats de serveis».
L'any 2000 a Dissé-sous-Ballon hi havia 7 explotacions agrícoles que ocupaven un total de 596 hectàrees.

## Poblacions més properes
El següent diagrama mostra les poblacions més properes.